# Elie Benamozegh
Elijah Benamozegh, o Eliyahu (Livorno, 1822-1900), fue un rabino y cabalista italiano, considerado uno de los eruditos judíos más destacados de la historia de Italia. Trabajó durante medio siglo como rabino de la comunidad judía ortodoxa de Livorno, donde la "Piazza Benamozegh" se erige en homenaje a su persona. Su obra principal es Israël et l'Humanité (1863).
Sus padres eran oriundos de Fez, Marruecos, y fallecieron cuando él tenía cuatro años. Ingresó a la escuela tempranamente, donde, además de ciencias elementales, aprendió hebreo, inglés y francés, destacando principalmente en esta última lengua. Benamozegh enfocó sus estudios a la filosofía y la teología, que intentó conciliar en el decurso de su carrera. 
A los veinticinco años comenzó una carrera comercial, y aprovechaba sus ratos libres para estudiar. Pero su tendencia natural hacia la ciencia y su activa vida religiosa pronto le llevarían a abandonar la vida comercial. Comenzó publicando trabajos científicos y apologéticos, en los que reveló un gran apego a la religión judía, mostrando, al mismo tiempo, una personalidad abierta y liberal. Su solicitud por la tradición judía le llevó aun a defender la tan denostada cábala. Más tarde, Benamozegh fue nombrado rabino y profesor de teología en la escuela rabínica de su ciudad natal, y a pesar de sus consecuentes ocupaciones, continuó escribiendo y defendiendo el acervo cultural judaico hasta su muerte, en Livorno. Benamozegh publicó sus libros en hebreo, italiano y francés. 

## Obras
- Emat Mafgia (Temor del oponente), 2 vols., Livorno, 1858.
- Ger Tzedek (El prosélito justo), ib., 1858.
- Ner le-David (Luminaria de David), ib., 1858.
- Em la-Mikra (El origen de la Escritura), Livorno (1862), París (1865).
- Ta'am la-Shad (Argumentación contra Samuel David Luzzatto), Livorno, 1863.
- Historia de los esenios, Florencia, 1865.
- Moral judía y moral cristiana. Un examen comparativo seguido de algunas reflexiones sobre los principios del islam, París, 1867.
- Teología dogmática y apologética, Livorno, 1877.
- Denuncia a la humanidad de los crímenes de la guerra, París, 1881 (este trabajo le valió a su autor una medalla y una mención honorífica de la Ligue internationale de la paix, fundada en 1867 por Frédéric Passy).
- Ya'aneh be-Esh [Él responderá desde el fuego (entiéndase zarza ardiente)], Livorno, 1886.
- Israel y la humanidad, París, 1914 (obra póstuma).